# إعلام تنظيم الدولة الإسلامية (داعش)

العلامة المرئية الخاصة بتنظيم الدولة الإسلامية المُستخدمة في الإصدارات المرئية والمكتوبة الرسمية.

يمتلك تنظيم الدولة الإسلامية (داعش) أدوات إعلامية يواجه بها خصومه ويحشد أنصاره. تصدر عن ديوان الإعلام المركزي الديوان المسؤول عن الإعلام في تنظيم الدولة الإسلامية، وتنقسم هذه الوسائل الإعلامية إلى مؤسسات إعلامية عدة كل منها تتخصص في مجال معين، بالإضافة إلى وكالة أنباء وصحيفة ومحطة إذاعية ومجلات عديدة. أيضًا فإن لكل ولاية من ولايات تنظيم الدولة الإسلامية (داعش) مكتب إعلامي خاص بها، يصدر من كل مكتب المواد الإعلامية الخاصة بولايته.

## ديوان الإعلام المركزي
ديوان الإعلام المركزي وهو الديوان المسؤول عن ما يصدر عن الدولة الإسلامية، سواءً كان مقروءً أو مسموعًا أو مرئيًا. وينقسم إلى:

### مؤسسات
- مؤسسة الفرقان: أقدم مؤسسة إعلامية تابعة لتنظيم الدولة الإسلامية، والتي أسسها أبو محمد الفرقان إبان دولة العراق الإسلامية عام 2006. وأبرز إصدارات سلسلة «صليل الصوارم» والمكونة من أربع أجزاء؛ كما يصدر منها الكلمات الصوتية للخليفة والناطق الرسمي للدولة الإسلامية.[3]
- مؤسسة أجناد: مؤسسة إعلامية تختص بالمواد الصوتية، أصدرت المؤسسة مجموعة واسعة من الأناشيد إضافةً إلى التلاوات القرآنية. ومن أشهر أناشيدها نشيد «صليل الصوارم» للمنشد أبو ياسر، ونشيد «لنا المرهفات» لأبي الحسن المهاجر ونشيد «قريباً قريباً».[4]
- مركز الحياة للإعلام: مؤسسة إعلامية تختص بالمواد الموجهة للعالم الغربي، أصدرت المواد المقروءة والمسموعة والمرئية؛ وكان أبرز موادها المرئية سلسلة «لهيب الحرب» والإصدار المرئي «ولا تنظرون».[5]
  - مجلة رومية: مجلة تصدر عن مركز الحياة للإعلام.[4]
- مركز الفرات للإعلام: مؤسسة إعلامية تختص بالمواد الموجهة للعالم الشرقي، تأسست في يناير 2015.[6][7] ينتج مركز الفرات للإعلام المواد المرئية والمسموعة والمقروءة بلغات متعددة، وبالأخص لغات المشرق منها: الروسية والكازاخستانية والقيرغيزية والطاجيكية والإندونيسية وبالإضافة إلى اللغة العربية واللغة الإنجليزية،[8] فيما يختص «مركز الحياة للإعلام» بلغات الغرب. في صيف عام 2016، أطلق مركز الفرات للإعلام «مجلة الفاتحين» باللغة الإندونيسية.[9]
  - مجلة الفاتحين: مجلة تصدر عن مركز الفرات للإعلام.

#### مؤسسة الاعتصام
مؤسسة الاعتصام: مؤسسة إعلامية أصدرت المواد المرئية من سلاسل مرئية، وكان أبرز موادها المرئية سلسلة «فشرد بهم من خلفهم» والإصدار المرئي «من داخل عين الإسلام (كوباني)». تأسست في 2013. تصدر المؤسسة المواد المرئية من إصدارات منفردة وإصدارات متسلسة باللغة العربية وبعضها قد ترجم للإنجليزية.
أصدرت مؤسسة الاعتصام العديد من الإصدارات المرئية باللغتين العربية والإنجليزية ولغات أخرى، وكان أبرزها:
| العنوان                      | المدة | اللغة               | الموضوع |
| ---------------------------- | ----- | ------------------- | --- |
| من داخل عين الإسلام - كوباني | 05:32 | العربية والإنجليزية | وهو من تقديم الصحفي البريطاني «جون كانتلي» من داخل مدينة كوباني في ظل قصف قوات التحالف الدولي. |
| كسر الحدود                   | 12:24 | العربية             | عرض الإصدار إزالة حدود سايكس بيكو بين العراق وسوريا، وظهر فيه أبو محمد العدناني متحدثًا عن إزالة الحدود وكسر صنم الوطنية، وظهر أبو عمر الشيشاني متحدثًا عن كسر حدود الطواغيت.                                                      |
| عزم الأباة                   | 20:55 | العربية والإنجليزية | عرض الإصدار عزم جنود تنظيم الدولة الإسلامية في قتال أعدائه؛ عرض أيضًا مجموعة متنوعة من المعارك مع الأعداء. |
| طريق العزة                   | 25:04 | العربية             | عرض الإصدار توبة القيادي «صدام الجمل» عن عمله كالقائد الثوري للواء الشرقية في الجيش الحر، والتحاقه بصفوف تنظيم الدولة الإسلامية؛ اختتم الإصدار في معركة بمدنية البوكمال بتحرير مجموعة من الأسرى بيد الجيش الحر.                  |
| صمود الأسود                  | 09:48 | العربية             | تحدث الإصدار عن صمود جنود الدولة الإسلامية في المعارك ضد أعدائه، بالإضافة إلى عرض مجموعة من الهجمات العسكرية ضد الأعداء. |
| صد الصفويين في صلاح الدين    | 21:51 | العربية والإنجليزية | عرض الإصدار مقدمة عن تاريخ قتال «الدولة الصفوية» لأهل السنة والجماعة في العراق، وثم عرض معارك وأخبار عن قتال الحشد الشعبي والحكومة العراقية في مدينة صلاح الدين؛ ختم الإصدار بذبح أربعة من عناصر الحشد الشعبي في أرض صلاح الدين. |
| رسالة إلى أهلنا في معان      | 16:18 | العربية             | إصدار تضمن رسالة من ثلاث جنود من أهل معان، إلى أهل معان بالأردن؛ وتحدثوا عن العقيدة السلفية الجهادية في الأردن. |
| رسالة إلى أهل تونس           | 07:16 | العربية             | إصدار تضمن رسالة من أربع جنود من أهل تونس إلى أهل تونس. |
| رسالة إلى أهل البحرين        | 14:40 | العربية             | إصدار تضمن رسالة من أربع جنود من أهل البحرين من بينهم الشرعي «تركي البنعلي» إلى أهل البحرين. |
| الحق بالقافلة                | 07:22 | العربية             | إصدار تضمن دعوة من جنود تنظيم الدولة الإسلامية المهاجرين إلى الهجرة من المسلمين من أهل بلادهم إلى الهجرة والانضمام إلى الدولة الإسلامية                                                                                          |

بالإضافة إلى مجموعة من السلاسل:
| العنوان                      | الأجزاء | اللغة               | الموضوع |
| ---------------------------- | ------- | ------------------- | --- |
| سلسلة فشرّد بهم من خلفهم      | 2       | العربية             | مكونة من إصدارين مدة الأول 13:48 والثاني 19:08، الإصداران تضمنا تشنيعًا بالعدو وإرهابه وتشريده في المعارك. |
| سلسلة الحياة من كلام العلماء | 9       | العربية             | سلسلة تكونت من حلقات قصيرة تضمنت كلامًا لأبرز القادة في التاريخ الجهادي الحديث عن مشروع إقامة «الدولة الإسلامية» ابتدأت بـ «أنور العولقي» و«أسامة بن لادن» و«أبو يحيى الليبي» و«أبو عمر البغدادي» و«أبو مصعب الزرقاوي» |
| سلسلة رسالة مجاهد            | 5       | العربية والإنجليزية | سلسلة رسائل قصيرة مكونة من خمسة حلقات ابتدأت برسالة من: «أبو سعيد البريطاني» و«أبو عمر الأنصاري» و«ثلاث مقاتلين» و«أبو خالد الأسترالي» و«أبو أنور الكندي».                                                            |
| رسائل من مدينة بيجي العصية   | 2       | العربية             | سلسلة مكونة من إصدارين مدة الأول 08:41 والثاني 23:17، الإصداران تضمنا اشتباكات ومعارك حية من مدينة بيجي. |
| سلسلة نوافذ على أرض الملاحم  | 50      | العربية             | سلسة مكونة من خمسين حلقة، وهي عبارة عن نوافذ من داخل أرضي تنظيم الدولة الإسلامية. |

### مكاتب إعلامية
لكل ولاية من ولايات الدولة الإسلامية مكتب خاص بها، يصدر منه من مواد مرئية وتقارير مصورة ومسموعة ومكتوبة والأخبار.[بحاجة لمصدر]

### الوكالات الإخبارية والصحف والمجلات
- وكالة أعماق الإخبارية: وكالة أنباء تصدر منها أهم الأخبار الصادرة عن الولايات.
- صحيفة النبأ: صحيفة أسبوعية تنتاول الأخبار المحلية وعمليات الدولة الإسلامية وأهم الأخبار العالمية، بالإضافة إلى حوارات صحفية وجانب أخر من النصح والمواعظ الدينية والقيم الدّعوية والتربوية.
- مجلة دابق: مجلة دورية تصدر عن ديوان الإعلام المركزي.
- إذاعة البيان: إذاعة تبث على الموجات الإذاعية؛ كما أصدرت الإذاعة مجموعات صوتية على هيئة أسطوانات تحتوي على البرامج التي بثتها الإذاعة حيث يمكن الاستماع إليها في المناطق التي لا تبث بها الإذاعة.

### مكتبة الهمة
مكتبة الهمة هي مكتبة تأسست في يناير 2014. أصدرت مكتبة الهمة العديد من المنشورات: من كتب وكتيبات ولوحات دعوية ومطويات وملصقات علمية بالإضافة إلى تطبيقات تعليمية وإصدارات مرئية. أنتجت المكتبة موادًا بلغات عدة منها: اللغة العربية والإنجليزية والفرنسية والبنغالية والأيغورية والألمانية ولغات أخرى. أصدرات المكتبة مواد مختلفة من الكتب واللوحات الدعوية والجدارية والمنشورات المطويات؛ من الكتب التي أصدرتها:
- الوجيز في تجويد كتاب الله العزيز
- سبيل النجاة والفكاك
- الأقوال المهدية إلى العمليات الإستشهادية، تأليف تركي البنعلي.
- النبي القائد صلى الله عليه وسلم

## مواقع موالية
وهي مواقع لا ترتبط بديوان الإعلام المركزي التابع للدولة الإسلامية، وتنشر المواد الصادرة عن الديوان وهي كثيرة ومتغيرة بين الحين والآخر؛ ومن أبرزها:
- موقع مستقل يعني بأخبار المسلمين: أشهر المواقع المختصة بنشر مواد الدولة الإسلامية، وهو يختص بنشر الأخبار الهامة والرئيسية فقط، ويختصر جزءً كبيرًا من الأخبار الأخرى، حيث يعد الموقع بمثابة متابعة لأهم أخبار تنظيم الدولة الإسلامية.
- موقع العقاب: موقع غير رسمي ينشر كل ما يصدر عن ديوان الإعلام المركزي، بالإضافة إلى مواد أخرى مناصرة للدولة الإسلامية.
- موقع النبراس: موقع يختص بنشر أخبار الدولة الإسلامية، من أخبار يومية ومقروءات وصوتيات ومرئيات، نطاق الموقع يتغير بين الحين والأخر.
- موقع الأنفال: موقع للصوتيات الإسلامية، تنشر ما صدر من البرامج من إذاعة البيان وبرامج أخرى إسلامية، بالإضافة إلى التلاوات القرآنية والأناشيد التي تصدر من مؤسسة أجناد وغيرها.

## مؤسسات مناصرة
المؤسسات المناصرة هي مؤسسات ليس لها صلة بينها وبين ديوان الإعلام المركزي التابع لتنظيم الدولة الإسلامية، وإنما تصدر من متطوعين موالين لتنظيم الدولة الإسلامية؛ وهي كثيرة:
- مؤسسة أصداء
- مؤسسة البتار
- مؤسسة التقوى
- مؤسسة الخير
- مؤسسة الدرع السني
- مؤسسة الرعود
- مؤسسة العبد الفقير
- مؤسسة العزم
- مؤسسة الفاتحين
- مؤسسة المرهفات
- مؤسسة بناة الأمجاد
- مؤسسة خطاب
- مؤسسة صناعة الرجال
- مؤسسة قريش
- مؤسسة المنتصر
- مؤسسة أفاق
- مؤسسة الصقري
- مؤسسة الوفاء
- مؤسسة الخلافة
- مؤسسة الغرباء
- مؤسسة الإسراء
- مؤسسة الصقيل
- مؤسسة هدم الأسوار
- مؤسسة صرح الخلافة